# 锔瓷

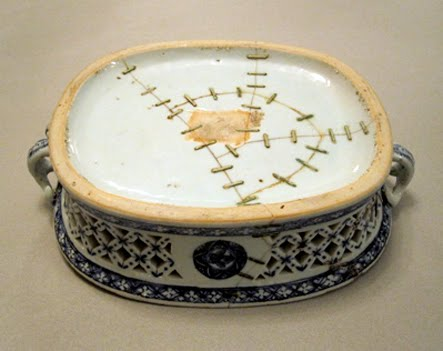
以鋦瓷技藝修補的瓷器

锔瓷是一種中國傳統的陶瓷修復工藝，指用延展性强的金属片（金、银、铜、铁）通过敲击成形，制成扁平菱形的騎馬釘（称为锔钉、锔子），将已破碎或出现璺痕的陶瓷器结合起来的技术。

## 名称
《玉篇》解释“锔”字为“以铁缚物”，原本并未特指陶瓷修复，而更多用于建筑、造船等行业。古代对这种手法称为“钉钉”或“骨路”。今天此手艺一般用作修复锅、碗，其手艺人在今北方方言中称为“锢炉匠”“锢炉子”“锢漏子”“锢漏锅”“锢镥子”“锢露子”“锔匠”“锔盆（碗）儿的”“锔漏子匠”“锔碗匠”“小炉匠”“碗儿匠”；晋语太原话称为“钉盘儿碗的”，吴语称为“钉碗担”“修缸担”“补甏担”“修坛匠”，闽南语称为“钉陶工”“补鼎的”“补硘仔”“补钉”，粤语、客语称为“补镬公”“补镬佬”。

## 历史

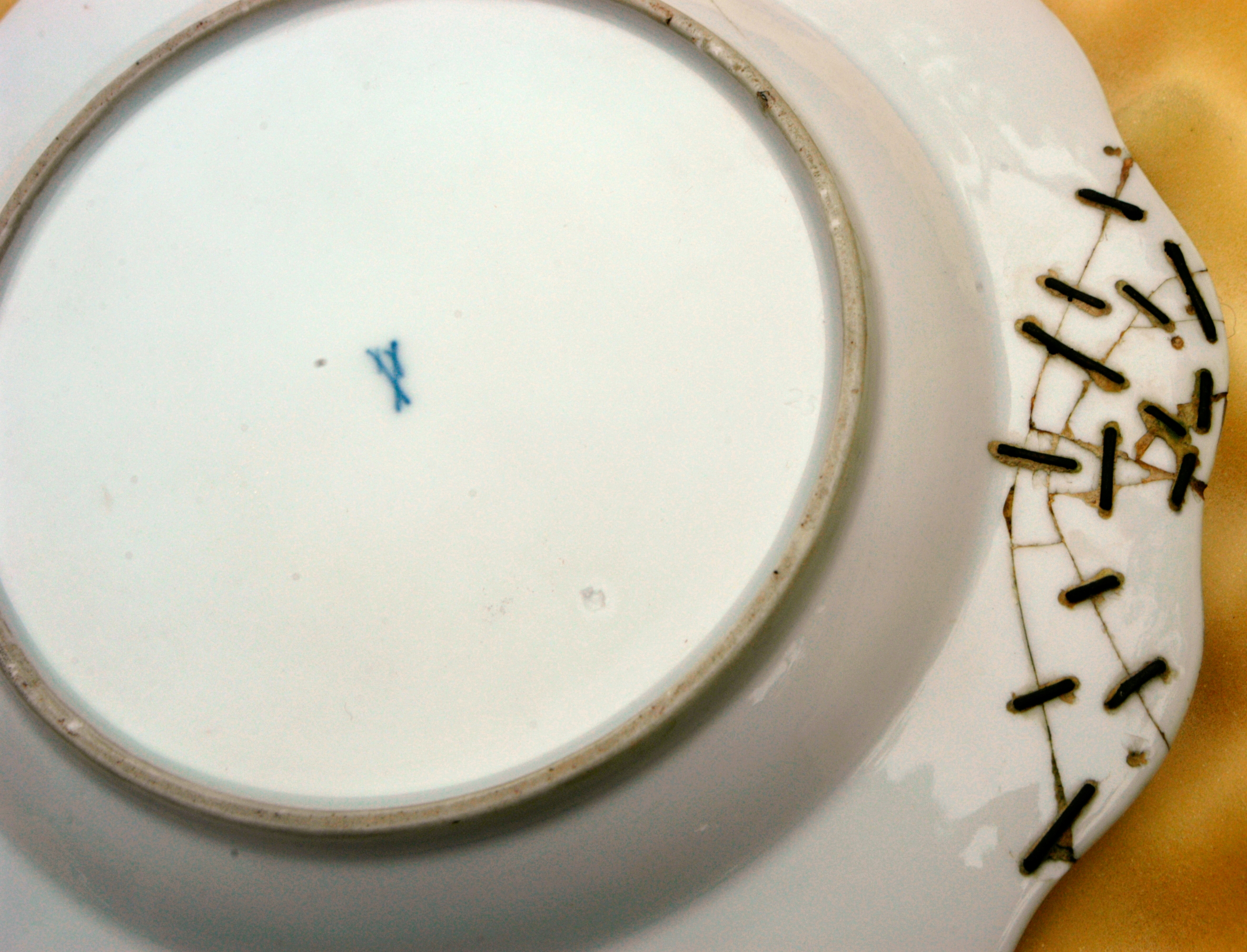
以鋦瓷技藝修補的十九世紀梅森瓷碟

使用钉子修补器物由来已久，如古希腊萨摩斯岛的萨摩斯红陶，便使用金属条绑接或用 X 型铆钉连接修补。中国最早有据可查的以钉子修补瓷器的记载，有不少文章认为是宋代张择端所绘《清明上河图》，画中出现了疑似为锔匠的人物像。然而也有研究认为，锔匠不见于北宋原本，仅在明代仇英摹本中出现过类似人物，而谣传所用的人物像实来自清代周鲲的《村市生涯图册》，因此不能将年代定位至北宋。
最早确切地以文字形式记载锔瓷的，是李时珍的《本草纲目》，其中写明使用金刚石“钻玉补瓷”，已经具备了今天的锔瓷技术的主要要素。嘉靖37年（1558），王问所绘《煮茶图》中已经有了明确的锔钉修补过的瓷罐，而到了万历11年（1583）意大利传教士利玛窦，在其《中国札记》中则对锔瓷工艺流程有了较为详细的记载。外国的锔瓷，最早有据可查的是日本的青瓷茶碗“銘馬蝗絆”。伊藤東涯在享保12年（1727）为其写作一篇《馬蝗絆茶甌記》，其中亦说明传自中国。除此之外，在欧洲18-20世纪，锔瓷也曾辉煌一时，出现了大量锔补的瓷器文物。
在东乡族聚居的临夏州东乡县，有不少地名以当地传统上聚居的工匠行业命名，其中锁南镇伊哈池村之「伊哈池」，在东乡语中即意为「碗匠」，东乡族钉匠手艺亦被评为甘肃省非物质文化遗产。

## 工具
旧时的锔匠走街串巷，肩挑扁担，扁担两旁各一个提梁小木柜，分别装各种工具和生火用的风箱。扁担上会挂“行标”——“三角飞檐旗”，且会配拨浪鼓（或双面有槌的小铜锣），以作吆喝。

### 锔瓷钻
锔瓷钻，也即民间俗语“没有金刚钻，别揽瓷器活”中的金刚钻。一般分为三个种类：
- 皮钻

也叫“手拉钻”，流行于山东地区。
其形制为：一根木制的15-20cm左右的立杆，一端镶有钻头，另一端装有可活动的构件，以手持固定；一根木制横杆，横杆一端固定有皮筋，绕在立杆上绑好。使用时，固定立杆，左右拉动横杆即可。
- 弓钻

流行于河南地区。
其形制为：一根铁制的5-10cm左右的立杆，立杆一端镶有钻头；一把类似于二胡所用的弓；一块石头或金属，称为“手骨”。使用时，将弓弦在立杆上缠绕一圈，将手骨放在掌心以防止摩擦到手掌，扣住立杆固定，左右拉弓即可。弓钻的原理与皮钻相同，但由于弓弦程长，铁立杆半径短等多方面原因，弓钻速度最快，但较易磨损。
- 砣钻

也叫“舞锥”“舞钻”，流行于河北地区。
其形制为：一根木制立杆，底部镶有钻头，靠近底部固定有一块陀螺（或类似的配重物）；一根横杆，绳线固定在横杆两头，并缠绕在立杆上。使用时，固定立杆，上下推拉横杆，立杆在陀螺带动下旋转。
此外，尚有手摇钻等其他种类。

### 锔钉

锔钉的模式图

又称“锔子”、“扒钉”、“蚂蟥钉”或“蜈蚣钯”，吴语称作“褡钉”“碗褡”或“褡襻”，呈“ㄇ”形，通常为匠人根据待修复器皿状况，剪出合适的金属片现场打制。一般为柳叶形騎馬釘，外表状似现在的订书钉，但并无一定之规。在做工艺品修复时，也会使用经过精心设计的特制花样的锔钉，称为“花钉”。

### 其他
此外一般还会用到锔钉锤、剪刀、镊子、锔钉钳、金刚锥（杭州话称“箍子棒”）、弧勾刀、毫钩、锉刀、砧子、生铁块等。

## 技艺
作为手艺的锔瓷又称“锔活”，分为面向民间生活器皿的“粗活”（“行活”、“常活”）和面向工艺品的“细活”（“当活”、“秀活”）两类，后者又称“锔活秀”。无论哪一类，通常都以以下流程进行：

### 前期准备
- 去灰扫尘。 清理影响粘合的灰尘。
- 拼碴对缝。 将碎瓷片拼合回恰当的位置。
- 粘合捆绳。 使用粘合剂将瓷片初步固定，然后用绳子扎紧。现代工艺则也有使用胶带并省略捆绳的步骤的。
- 定点划位。 根据裂缝实际情况，计算出需要打钉的位置，在瓷器上标记出来。

### 实际操作
- 定窝钻眼。 也称作“凿缝”[9]。首先使用金刚锥，在上一步定出的位置上轻轻凿出一个小窝，以便金刚钻找准位置。接着，使用金刚钻钻孔。此时，把皮筋缠绕在金刚石钻杆上，左右来回拉动用一根细竹竿两端拴紧细线做成的锔弓使钻杆旋转，利用钻石的硬度在瓷器的裂缝两侧钻出倒燕尾孔（面小内大的小孔），孔深应为壁厚的2/3左右。[13][15]
- 制作锔钉。 也称作“钉襻”[9]。剪下大小合适的菱形金属片，锻打、裁剪，使之形状合宜，最后用镊子及毫钩将其置入两个对应孔内，以锔钉锤平整之。如待修器皿为缸等大件，则也有熔炼、热锻制锔钉的。[19]
- 上腻堵缝。 也称作“补砂”[9]。锔钉全部上完后，以油灰沿缝涂抹，再用鸡蛋清（或糯米汁）调上石膏、生石灰、瓷粉或水泥制成干糊状的腻子，以弧勾刀填入缝隙中。最后，使用锉刀、砂纸等精细修整成形。[12][21]
- 试水。     匠人用修好的碗向主人讨一碗水喝，以示修复成功，滴水不漏。

## 文化民俗

### 吆喝民谣
- 锔盆锔碗锔大缸嘞——！

最常见的吆喝。通行于各官话区。
- 钉碗钉碟子哩！[22]

兰州话吆喝。
- 钉锅钉碗吆，钉锅钉碗吆！[23]

西北东乡族钉匠吆喝。
- 修缸哦，补甏来，缸要补，甏要修，磨成粉也好修，敲破也好修。[9]

吴语绍兴话吆喝。
- 锔盆锔砚锔大缸，挑着担子走四方。今个儿不把别处去，一心要上张家庄……[24]

天津市汉沽区民谣。
- 锔盘子锔碗锔大缸啊，大缸里坐着个花姑娘啊。花姑娘的辫子长啊，滴溜当啷甩腚上啊。辫子铰了不吃饭啊，婶子大娘都来劝啊……[25]

济南民谣。
- 钉缸

西北相当一部分地区的地方戏保留节目，如陕西鼓书。

### 衍生熟语
- 没有金刚钻，别揽瓷器活
- 阿乌卵冒充金刚钻

上海话俗语，意义同上。
- 锢炉匠戴眼镜——找碴儿

锔匠修复瓷碗时，需要将碎碴子拼好，故有此语。
- 锢漏子摆手——不锔（拘）

济南话歇后语。济南话“不拘”表示“无所谓”。
- 江西佬锔碗——嗞咕嗞（自顾自）

吴语歇后语。“嗞咕嗞”为钻眼时的拟声词。

## 备注
1. ↑  补锅、缸需要风箱，锔碗并不需要。如匠人不兼补锅、缸，专门锔碗，则可能并不会携带风箱。